# Dżabal as-Sauda
Dżabal as-Sauda – szczyt w paśmie Dżabal al-Hidżaz. Leży w południowo-zachodniej Arabii Saudyjskiej i jest to najwyższy szczyt tego państwa. Wysokość szczytu budzi wątpliwości. Pomiary cyfrowe wskazują, że wysokość szczytu wynosi około 2985 m oraz że nie jest to najwyższy punkt Arabii Saudyjskiej.